# Protographium lacandones
Protographium lacandones is een vlinder uit de familie van de pages (Papilionidae). De wetenschappelijke naam van de soort is voor het eerst geldig gepubliceerd in 1864 door Henry Walter Bates. Dit taxon wordt wel beschouwd als een ondersoort van Protographium dioxippus.